# 베른하르트 폰 뷜로
베른하르트 하인리히 카를 마르틴 폰 뷜로 후작(독일어: Bernhard Heinrich Karl Martin Fürst von Bülow: 1849년 3월 2일 ~ 1929년 2월 28일)은 독일의 정치인, 외교관이다. 원래 평귀족이었고 1899년 백작, 1905년 후작으로 승격되었다. 독일 제국에서 외무청차관, 국가수상을 역임했다.